# Listrostachys pertusa
Listrostachys pertusa är en orkidéart som först beskrevs av John Lindley, och fick sitt nu gällande namn av Heinrich Gustav Reichenbach. Listrostachys pertusa ingår i släktet Listrostachys och familjen orkidéer. Inga underarter finns listade i Catalogue of Life.